# 河毛駅
河毛駅（かわけえき）は、滋賀県長浜市湖北町山脇にある、西日本旅客鉄道（JR西日本）北陸本線の駅である。駅番号はJR-A07。

## 歴史
- 1882年（明治15年）3月10日：官設鉄道の長浜駅 - 柳ヶ瀬駅間開通時に、河毛駅（初代）が開業[3]。
- 1886年（明治19年）5月1日：廃止[3]。
- 1954年（昭和29年）8月1日：日本国有鉄道の駅として再開業[1][2]。旅客駅[3]。
- 1987年（昭和62年）4月1日：国鉄分割民営化により、西日本旅客鉄道（JR西日本）の駅となる[3]。
- 1991年（平成3年）9月14日：北陸本線の長浜駅 - 坂田駅間の直流電化に合わせて、同区間の普通列車を電車運転に変更。両方向を合わせて10本のみが停車していた普通列車が全列車停車となる。併せて、ホーム有効長を3両編成対応にすべく15 m 延長[4]。
- 1995年（平成7年）8月19日：SL北びわこ号の運行を開始[5]、当駅が停車駅となる[6][7]（2021年に運行終了）[8][9]。
- 2006年（平成18年）10月21日：北陸本線の敦賀駅 - 長浜駅間直流電化により[10]、新快速の乗り入れを開始する[11][12][13]。「ICOCA」の利用が可能となる[12][14]。
- 2008年（平成20年）10月1日：ICOCAの入金が可能な自動券売機を導入。これにより、定期券（補充券による手書き発券）以外の窓口での発券を取り止める。
- 2018年（平成30年）3月17日：駅ナンバリングが導入され、使用を開始[15]。
- 2021年（令和3年）9月30日：定期券の発売を終了。

## 駅構造

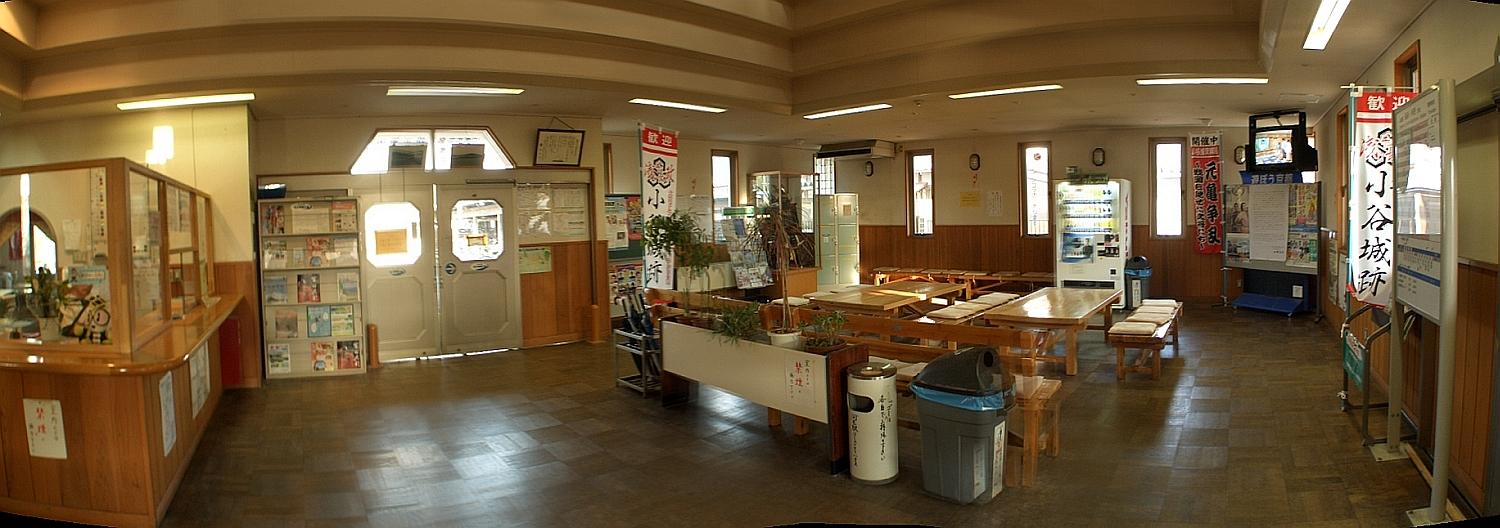
駅舎内（コミュニティハウスとなっている）

相対式ホーム2面2線を持つ地上駅。分岐器や絶対信号機を持たないため、停留所に分類される。ホームには跨線橋や構内踏切が設置されておらず、ホーム間を行き来する場合は一度出入口を出なければならない。構内にはトイレはなく駅前に公衆トイレがあるのみ。
駅舎は上りホーム側（東側）にあり、コミュニティハウスを併設している。ここでは観光案内やレンタサイクルの貸し出しも行われている。簡易委託駅で、駅の管轄は米原駅が担っている。ICOCAなどの交通系ICカードはカードリーダーによる対応。

### のりば
| のりば | 路線     | 方向 | 行先               |
| ------ | -------- | ---- | ------------------ |
| 1      | 北陸本線 | 上り | 米原・京都方面     |
| 2      | 北陸本線 | 下り | 近江塩津・敦賀方面 |

## 利用状況
JR西日本の移動等円滑化取組報告書によれば、2023年度の1日当たりの利用者数は968人。「滋賀県統計書」によると、1日平均の乗車人員は以下の通りである。
| 年度   | 1日平均 乗車人員 | 出典              |
| ------ | ---------------- | ----------------- |
| 1992年 | 167              | [ 統計 2 ]        |
| 1993年 | 224              | [ 統計 3 ]        |
| 1994年 | 271              | [ 統計 4 ]        |
| 1995年 | 330              | [ 統計 5 ]        |
| 1996年 | 356              | [ 統計 6 ]        |
| 1997年 | 351              | [ 統計 7 ]        |
| 1998年 | 376              | [ 統計 8 ]        |
| 1999年 | 375              | [ 統計 9 ]        |
| 2000年 | 370              | [ 統計 10 ]       |
| 2001年 | 375              | [ 統計 11 ]       |
| 2002年 | 371              | [ 統計 12 ]       |
| 2003年 | 382              | [ 統計 13 ]       |
| 2004年 | 389              | [ 統計 14 ]       |
| 2005年 | 405              | [ 統計 15 ]       |
| 2006年 | 408              | [ 統計 16 ]       |
| 2007年 | 446              | [ 統計 17 ]       |
| 2008年 | 456              | [ 統計 18 ]       |
| 2009年 | 467              | [ 統計 19 ]       |
| 2010年 | 486              | [ 1 ] [ 統計 20 ] |
| 2011年 | 497              | [ 統計 21 ]       |
| 2012年 | 479              | [ 統計 22 ]       |
| 2013年 | 499              | [ 統計 23 ]       |
| 2014年 | 478              | [ 統計 24 ]       |
| 2015年 | 514              | [ 統計 25 ]       |
| 2016年 | 516              | [ 統計 26 ]       |
| 2017年 | 548              | [ 統計 27 ]       |
| 2018年 | 543              | [ 統計 28 ]       |
| 2019年 | 528              | [ 統計 29 ]       |
| 2020年 | 428              | [ 統計 30 ]       |
| 2021年 | 445              | [ 統計 31 ]       |
| 2022年 | 483              | [ 統計 32 ]       |

## 駅周辺
高時川を挟んだ対岸に湖北地区（旧・湖北町）の中心市街が位置する。
- 小谷城跡
  - 小谷城戦国歴史資料館
- 山本山城跡
- 若宮山古墳
- 浅井長政 お市像
- 長浜市役所湖北支所
- 湖北郵便局
- 湖北野鳥センター
- 道の駅湖北みずどりステーション
- 虎御前山
- 須賀谷温泉
- 北陸自動車道小谷城スマートIC
- 国道8号
- 滋賀県道263号丁野虎姫長浜線
- 滋賀県道265号郷野湖北線
- 湖国バス「速水」停留所[19]

## タクシー路線
駅に乗り入れるバス路線（後述）は廃止されたが、現在は下記のデマンドタクシーに乗車することができる（登録・予約制）。
- こはくちょうタクシー
  - 駅周辺と湖北地区を結ぶエリアタクシー[20]。

## 隣の駅
西日本旅客鉄道（JR西日本）
 北陸本線
■新快速・■普通
高月駅 (JR-A06) - 河毛駅 (JR-A07) - 虎姫駅 (JR-A08)

### 記事本文
1. 1 2 3 4 5 6  朝日 2012, p. 25.
2. 1 2 3  川島 2010, p. 51.
3. 1 2 3 4  石野哲 編『停車場変遷大事典 国鉄・JR編』 II（初版）、JTB、1998年10月1日、131頁。ISBN 978-4-533-02980-6。
4. ↑  八野良次「北陸線(米原～長浜)の直流化」『車両と電気』第42巻第11号、車両電気協会、1991年11月、11-13頁、doi:10.11501/2322934。
5. ↑  『長浜市史』 第8巻 年表・便覧、長浜市役所、2004年3月14日、308頁。
6. ↑  「デゴイチが牽引、SL北びわこ号の春季運転が4月末から」『Lmaga.jp』京阪神エルマガジン社、2020年3月22日。
7. ↑  「JR西日本「SL北びわこ号」C57形1号機が牽引 - 1日限定の冬季運転、3/6実施」『マイナビニュース』マイナビ、2016年2月29日。
8. ↑  「関西唯一、SL北びわこ号の運行終了へ 窓開けられず感染対策の困難やコスト増加で」『京都新聞』2021年5月21日。オリジナルの2021年7月6日時点におけるアーカイブ。
9. ↑  「さよならSL北びわこ号 換気困難、感染対策難しく運行終了」『中日新聞Web』中日新聞社、2021年5月22日。オリジナルの2021年5月22日時点におけるアーカイブ。
10. ↑  “データで見るJR西日本2020 沿革” (PDF).   西日本旅客鉄道. p. 198 (2020年9月). 2021年5月13日時点のオリジナルよりアーカイブ。2021年9月12日閲覧。
11. ↑  『広報きゃんせ長浜』（PDF）10号、長浜市企画部企画政策課、2006年11月1日、9頁。
12. 1 2  『広報たかしま』（PDF）平成18年10月1日、高島市役所企画部秘書広報課、2006年10月1日、2-3頁。オリジナルの2023年3月15日時点におけるアーカイブ。
13. ↑  「琵琶湖環状線ぐるり車窓の旅 滋賀県がリーフレット」『産経ニュース』産経デジタル、2016年10月22日。2021年9月12日閲覧。
14. ↑  『「ICOCA」いよいよデビュー! 〜 平成15年11月1日（土）よりサービス開始いたします 〜』（プレスリリース）西日本旅客鉄道、2003年8月30日。オリジナルの2004年8月3日時点におけるアーカイブ。
15. ↑  『近畿エリアの12路線 のべ300駅に「駅ナンバー」を導入します！』（プレスリリース）西日本旅客鉄道、2016年7月20日。
16. ↑  「「SL北びわこ号」雄姿しのぶ 愛好家、長浜で写真展」『中日新聞Web』中日新聞社、2021年8月10日。オリジナルの2021年8月10日時点におけるアーカイブ。
17. ↑  “河毛駅コミュニティハウス”.   まちづくり湖北. 2024年3月30日閲覧。
18. 1 2  “河毛駅｜構内図：JRおでかけネット”.   西日本旅客鉄道. 2023年1月9日閲覧。
19. ↑  “河毛駅 接続交通機関（JR西日本）”.   西日本旅客鉄道. 2022年6月26日閲覧。
20. ↑  “こはくちょうタクシーの案内”.   湖北まちづくりセンター. 2022年8月7日閲覧。

### 利用状況
1. 1 2  “移動等円滑化取組報告書（鉄道駅）（令和5年度）”.   西日本旅客鉄道. 2025年3月15日閲覧。
2. ↑  平成4年滋賀県統計書
3. ↑  平成5年滋賀県統計書
4. ↑  平成6年滋賀県統計書
5. ↑  平成7年滋賀県統計書
6. ↑  平成8年滋賀県統計書
7. ↑  平成9年滋賀県統計書
8. ↑  平成10年滋賀県統計書
9. ↑  平成11年滋賀県統計書
10. ↑  平成12年滋賀県統計書
11. ↑  平成13年滋賀県統計書
12. ↑  平成14年滋賀県統計書
13. ↑  平成15年滋賀県統計書
14. ↑  平成16年滋賀県統計書
15. ↑  平成17年滋賀県統計書
16. ↑  平成18年滋賀県統計書
17. ↑  平成19年滋賀県統計書
18. ↑  平成20年滋賀県統計書
19. ↑  平成21年滋賀県統計書
20. ↑  平成22年滋賀県統計書
21. ↑  平成23年滋賀県統計書
22. ↑  平成24年滋賀県統計書
23. ↑  平成25年滋賀県統計書
24. ↑  平成26年滋賀県統計書
25. ↑  平成27年滋賀県統計書
26. ↑  平成28年滋賀県統計書
27. ↑  平成29年滋賀県統計書
28. ↑  平成30年滋賀県統計書 (PDF)
29. ↑  令和元年滋賀県統計書 (PDF)
30. ↑  令和2年滋賀県統計書 (PDF)
31. ↑  令和3年滋賀県統計書 (PDF)
32. ↑  令和4年滋賀県統計書 (PDF)